# Моревка (Мордовия)
Моревка — село в Большеигнатовском районе Мордовии. Входит в состав Старочамзинского сельского поселения.

## История
В «Списке населённых мест Симбирской губернии за 1863» Старая Моревка владельческое село из 27 дворов Ардатовского уезда. Названо по фамилии владельца села стольника Ивана Ильича Морева.

## Население
| 2002 | 2010 |
| ---- | ---- |
| 139  | ↘111 |

Национальный состав
Согласно результатам Всероссийской переписи населения 2002 года, в национальной структуре населения русские составляли 86 %.